# Mor-Tax
Mor-Tax is een fictieve planeet uit de War of the Worlds televisieserie. Het is de thuisplaneet van de Mor-Taxans, de aliens uit het eerste seizoen van de serie. In de film uit 1953 werd nog gemeld dat de aliens van Mars zouden komen, maar dat werd in de televisieserie veranderd omdat het concept van leven op Mars niet langer geloofwaardig was.
De planeet ligt in het zevengesternte in het sterrenbeeld Stier. In ditzelfde systeem ligt ook een andere planeet genaamd Qar'To, die de thuisplaneet is van een ander intelligent ras. Hoewel Pleiades 440 lichtjaren verwijderd is van de Aarde, meldde de alien Quinn in de serie dat zijn thuisplaneet 40 lichtjaren van de aarde is
De planeet heeft drie manen en is zelf de derde planeet om een zon. Dit is mede de reden dat de Mor-Taxanen gefixeerd zijn door het getal 3. De zon waar Mor-Tax omheen draait was blijkbaar stervende, wat de reden was dat de Mor-Taxan naar de Aarde kwamen.
De planeet wordt nooit gezien of in details beschreven, maar de algemene omschrijving stelt dat het een tuinplaneet is vergelijkbaar met de Hof van Eden. De planeet is rijk aan plantenleven.
In het tweede seizoen van de serie dook een nieuw buitenaards ras op dat van dezelfde planeet zou komen. Zij noemden de planeet echter Morthrai, en zichzelf Morthren.